# Nubische nachtzwaluw
De Nubische nachtzwaluw (Caprimulgus nubicus) is een vogel uit de familie van de nachtzwaluwen (Caprimulgidae).

## Beschrijving
De Nubische nachtzwaluw is 20-22 cm lang. De vogel lijkt op de Moorse nachtzwaluw maar is kleiner, heeft een kortere staart en stompe vleugels in vergelijking met de Moorse nachtzwaluw. Kenmerkend is verder een roodbruine band over de nek. De witte vleugelvlekken zitten niet verder van de vleugelpunten vandaan dan bij andere soorten nachtzwaluwen.

## Verspreiding en leefgebied
De broedgebieden van de Nubische nachtzwaluw liggen zeer verbrokkeld in het noordoosten van Afrika en op het Arabisch Schiereiland. Het is een nachtzwaluw van ruige, droge, open gebieden met her en der bosjes met acacia en tamarisk.
De soort telt 4 ondersoorten:
- C. n. tamaricis (Tamarisknachtzwaluw): van Jordanië en Israël via zuidwestelijk Saoedi-Arabië tot Jemen.
- C. n. nubicus: centraal Soedan.
- C. n. torridus: van centraal Ethiopië tot noordoostelijk Oeganda.
- C. n. jonesi: Socotra.

## Status
De Nubische nachtzwaluw heeft een groot verspreidingsgebied en daardoor is de kans op uitsterven gering. De grootte van de populatie is niet gekwantificeerd. De vogel is plaatselijk algemeen, maar ook plaatselijk schaars en achteruit gaand. De totale populatie is met minder dan 30% achteruitgegaan in de afgelopen 10 jaar (minder dan 3,6% per jaar). Om deze redenen staat deze nachtzwaluw als niet bedreigd op de Rode Lijst van de IUCN.